# موربنیو
موربنیو (به ایتالیایی: Morbegno) یک کومونه در ایتالیا است که در استان سوندریو واقع شده‌است.

## خصوصیات
موربنیو ۱۵ کیلومترمربع مساحت و ۱۱٬۰۸۲ نفر جمعیت دارد و ۲۴۲ متر بالاتر از سطح دریا واقع شده‌است.

## خواهرخوانده
شهر Llanberis خواهرخواندهٔ موربنیو هست.